# Відносини Франції та Швейцарії
Дипломатичні відносини між Францією та Швейцарією традиційно були тісними, зокрема через важливі економічні та культурні обміни.
Швейцарія та Франція, (яка входить до Європейського Союзу ) мають близько 600 км спільного кордону (що спонукає до міцного транскордонного співробітництва) та мову (французька є однією з чотирьох офіційних мов Швейцарії).

## Історія
У 1516 Франція та Швейцарія підписали договір про вічний мир ( « paix perpétuelle » ). У 1521 р. було підписано військовий договір
Франція призначає послів у Швейцарії з 16 століття, і перше представництво Швейцарії за кордоном, у 1798 році, було засноване в столиці Франції — Парижі (за нею було консульство в Бордо). До кінця 19 століття єдиною країною з представництвом у столиці Швейцарії Берні була Франція.
Станом на 2015, були чотири державні візити президентів Франції у Швейцарію: Фальер в серпні 1910, Франсуа Міттеран 14-15 квітня 1983, Жак Ширак у 1998 і Франсуа Олланд 15-16 квітня 2015.

## Економіка
194 000 швейцарців живуть у Франції - це найбільша швейцарська громада за межами Швейцарії  - у той час як 163 000 французів живуть у Швейцарії - найбільшій французька громаді за межами Франції.  150 000 громадян Франції перетинають кордон, щоб працювати в Швейцарії.
Франція є третім за величиною торговим партнером Швейцарії (після Німеччини та Італії)  і обидві країни економічно інтегровані через швейцарські договори з Європейським Союзом. Швейцарія також є частиною Шенгенської зони, яка скасовує прикордонний контроль між її державами-членами.

## Постійні дипломатичні представництва
- Франція має посольство в Берні та генеральні консульства в Женеві та Цюріху.[3]
- Швейцарія має посольство в Парижі та генеральні консульства в Ліоні, Марселі та Страсбурзі.[4]

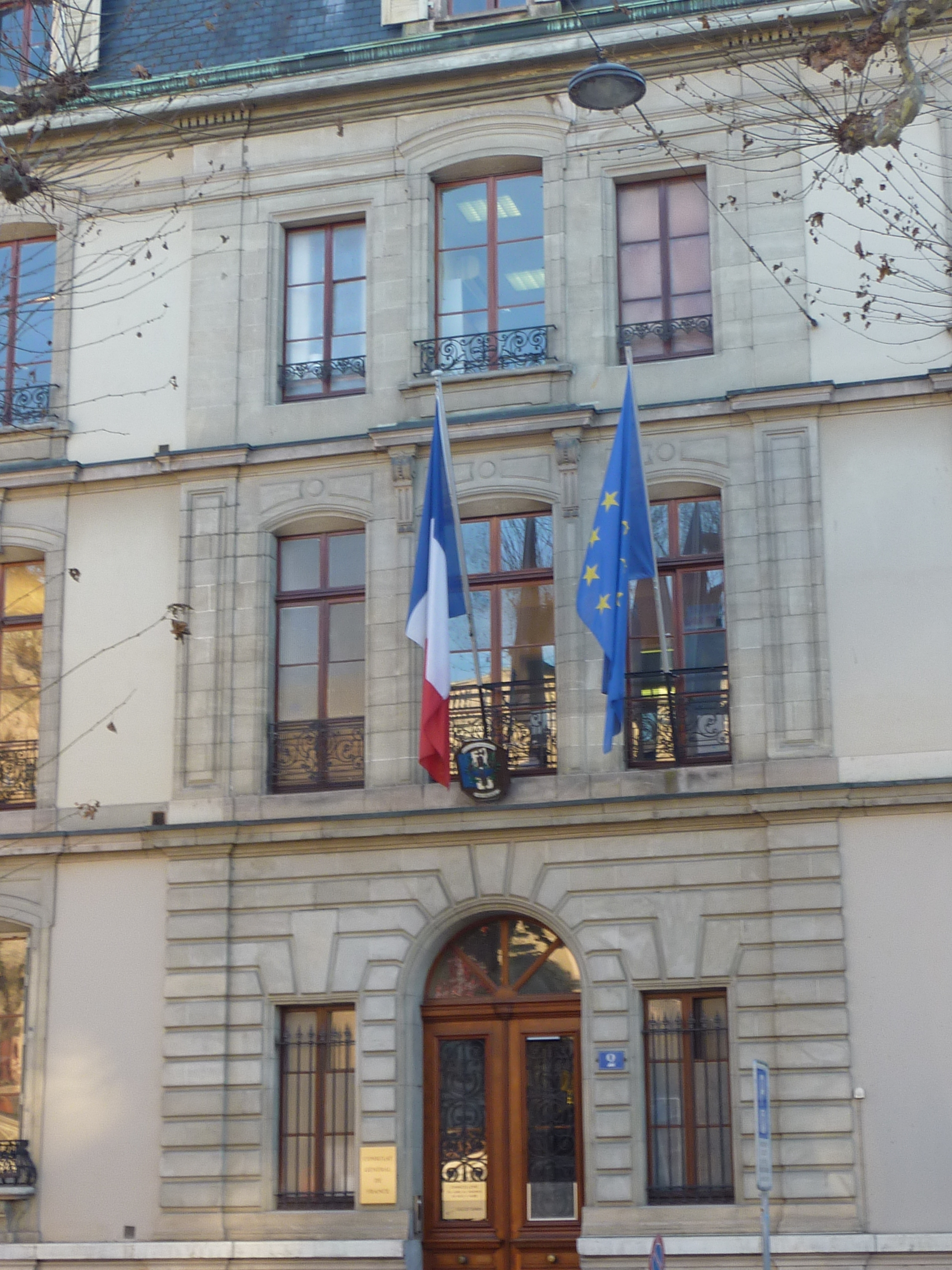
Генеральне консульство Франції в Женеві
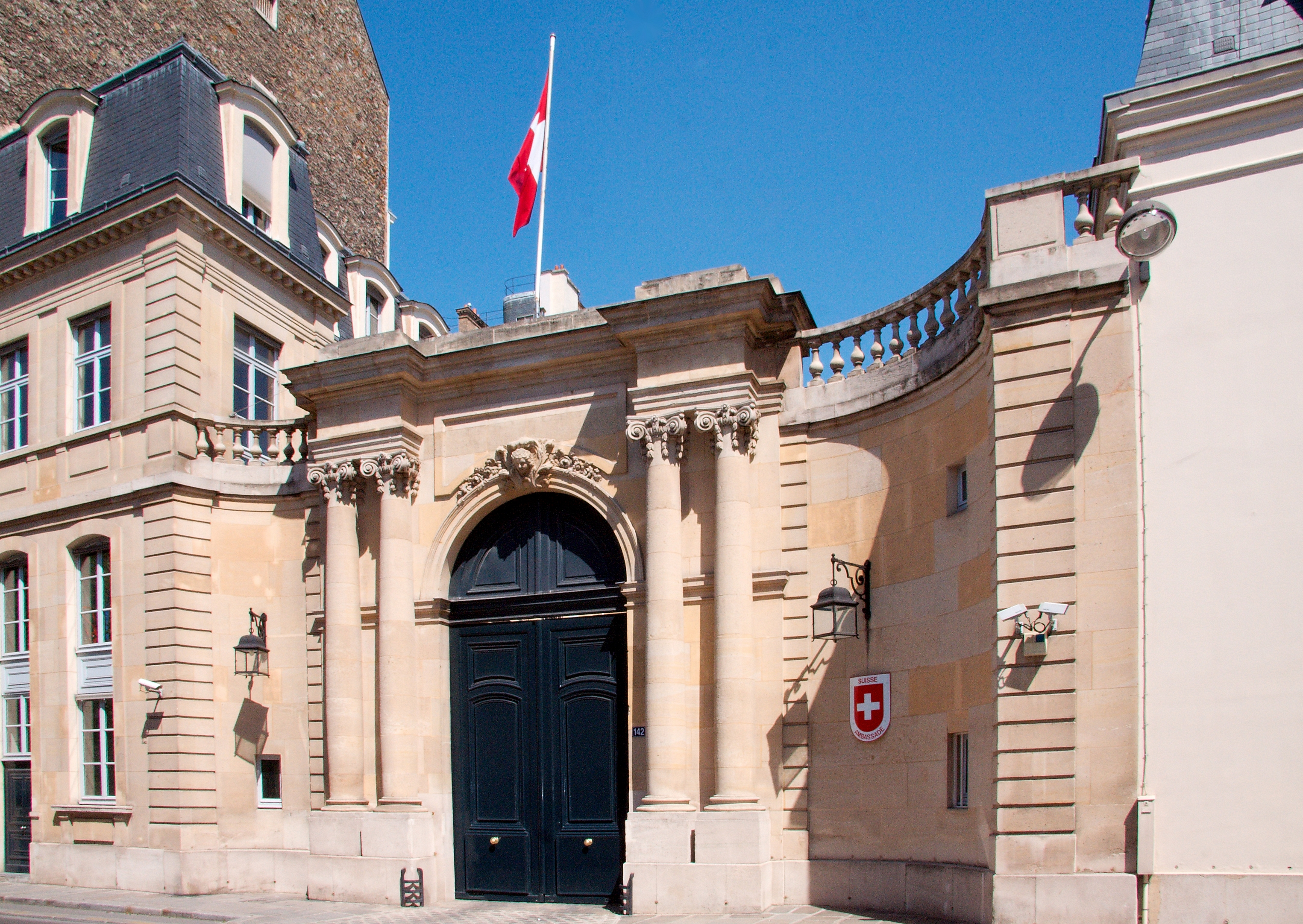
Посольство Швейцарії в Парижі
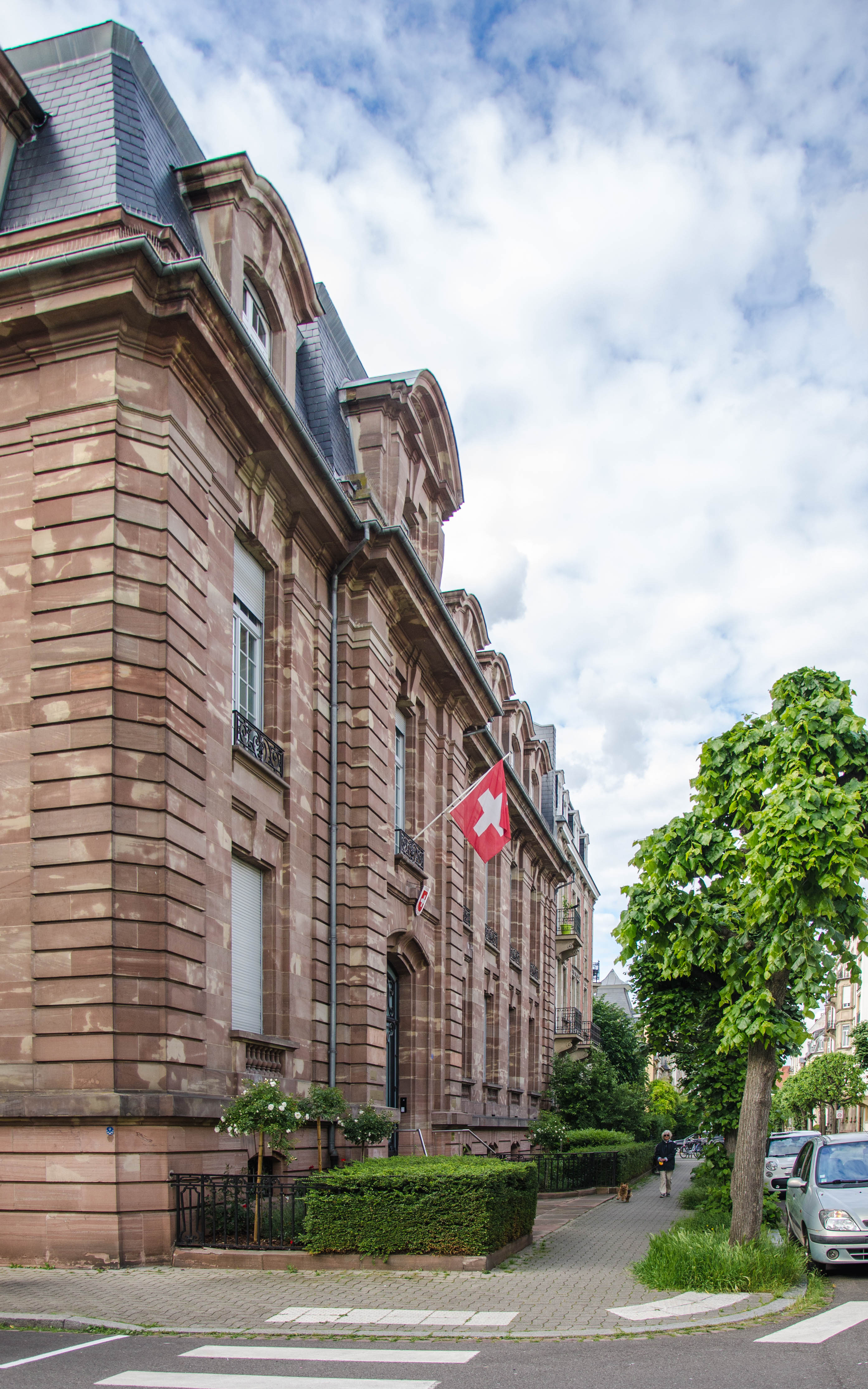
Генеральне консульство Швейцарії в Страсбурзі

## Зовнішні посилання
- Двосторонні відносини Швейцарія-Франція [Архівовано 15 грудня 2021 у Wayback Machine.]